# Чернопластинник
Чернопластинник, или мелянофиллум (лат. Melanophyllum) — род грибов-базидиомицетов, входящий в семейство Шампиньоновые (Agaricaceae).

## Описание
Плодовые тела шляпконожечные. Шляпка в молодом возрасте полностью покрыта общим покрывалом, затем с его остатками по краю, тонкомясистая, колокольчатой или выпукло-колокольчатой формы. Гименофор пластинчатый, окрашен в яркие винно-красные или сине-зелёные тона, при высыхании темнеет до бурого или чёрного. Пластинки частые, не приросшие к ножке, с ровным краем.
Ножка покрыта остатками общего велума, состоящего из сфероцист, цилиндрическая, центральная, тонкая, в нижней части с ярко окрашенным мицелием.
Споровый порошок сначала сине-зелёный или оливково-зелёный, затем, при подсыхании, становится тёмно-сиреневым. Споры эллиптической или удлинённо-эллиптической формы, у M. eyrei с декстриноидными стенками. Трама пластинок правильная.
Плодовые тела со слабым, или же довольно сильным овощным запахом, напоминающим огурцы.
Токсические свойства чёрнопластинников не изучены, поэтому они считаются несъедобными грибами.

## Экология и ареал
Представители рода произрастают на гниющей древесине и на навозе, иногда на почве, в лесах и на полянах.

## Таксономия
Синонимы:
- Agaricus subg. Melanophyllum (Velen.) Pilát, 1951
- Chlorosperma Murrill, 1922
- Chlorospora Massee, 1898, nom. illeg.
- Glaucospora Rea, 1922

### Список видов
- Melanophyllum eyrei (Massee) Singer, 1951 — Чёрнопластинник Эйра
- Melanophyllum globisporum T.J.Baroni, 1981
- Melanophyllum haematospermum (Bull.) Kreisel, 1984 — Чёрнопластинник кроваво-красный